# Chamade

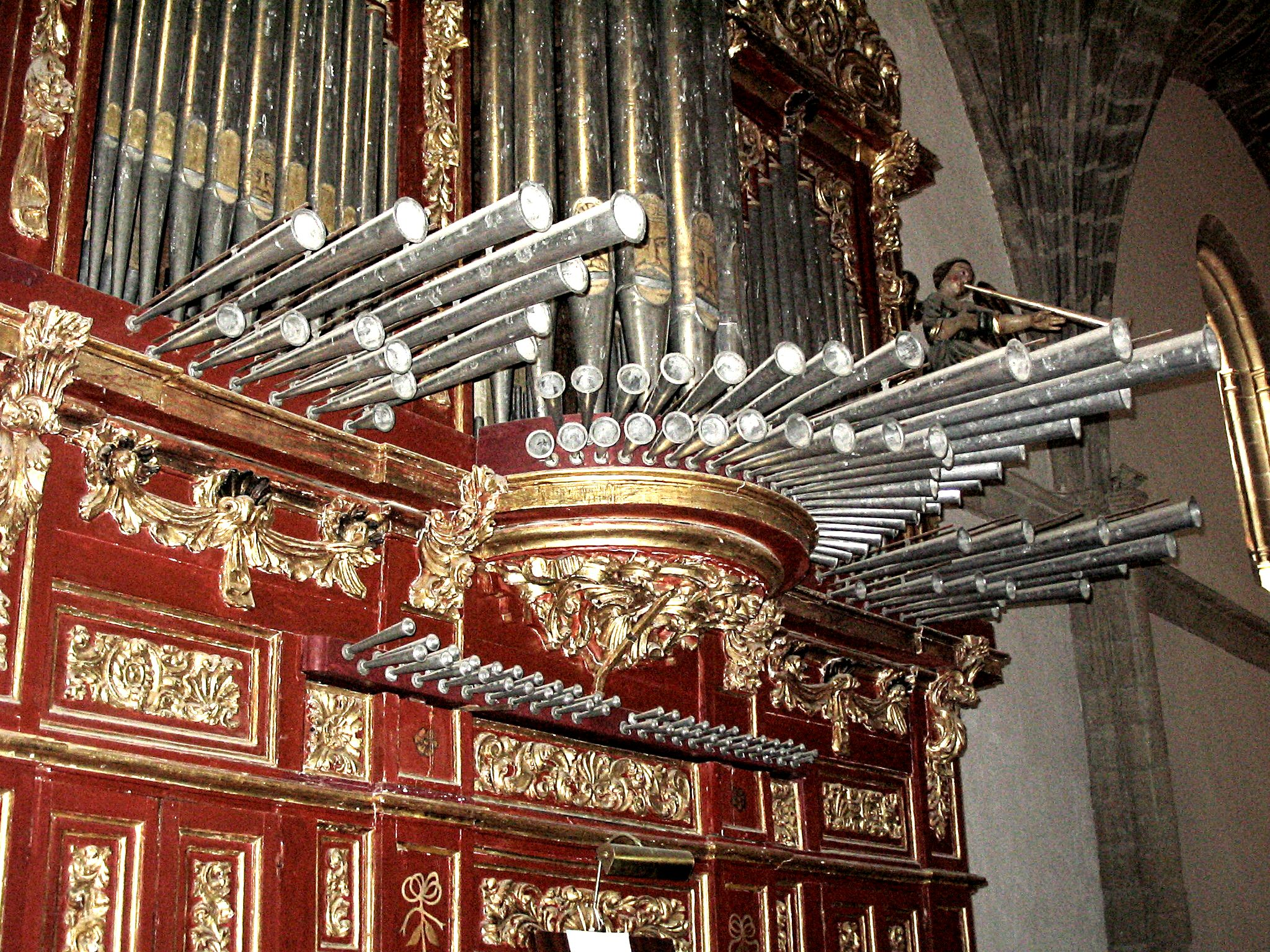
Chamade a trujillói katedrális orgonáján

A Chamade egy orgonaregiszter, az adott regiszter francia megfelelője. Tipikus francia romantikus nyelvregiszter, amely kizárólag 16’, 8’ és 4’ magasságban készül, általában a főműre, vagy külön szólóműre. Anyaga magas ötvözetű fém. Az orgona homlokzatán vízszintesen áll, hangja erős és átható, trombitaszerű. Egyes diszpozíciókon Trompete real, Trompette en chamade, vagy Spanische Trompete néven szerepel. Magyarul Spanyol trombita néven ismert.